# FAカップ2022-2023
FAカップ2022-2023は、2022年8月5日から2023年6月3日の期間に開催される、通算142回目のFAカップである。

## 日程
| 試合     | 組み合わせ抽選会 | 開催日                | 備考                                               |
| -------- | ---------------- | --------------------- | -------------------------------------------------- |
| 予選     |                  | 2022年8月5日-10月18日 | 5部～10部参加                                      |
| 1回戦    | 2022年10月17日   | 2022年11月4日-7日     | リーグ1 (3部)、リーグ2 (4部)、予選勝者参加         |
| 2回戦    | 2022年11月7日    | 2022年11月26日・27日  |                                                    |
| 3回戦    | 2022年11月28日   | 2023年1月6日-9日      | プレミアリーグ (1部)、チャンピオンシップ (2部)参加 |
| 4回戦    |                  | 2023年1月28日         |                                                    |
| 5回戦    |                  | 2023年3月1日          |                                                    |
| 準々決勝 |                  | 2023年3月18日         |                                                    |
| 準決勝   |                  | 2023年4月22日         |                                                    |
| 決勝     | 2023年6月3日     |                       |                                                    |

## 予選
イングランドの5部～10部の各ディビジョンに所属するクラブが参加。予備予選1回戦、同2回戦、予選1回戦、予選2回戦、予選3回戦、予選4回戦の計6回戦制で、最終の予選4回戦に勝利した32クラブが本戦に参加する権利を得る。
| 5部 14クラブ | 6部 12クラブ | 7部以下 6クラブ |
| - バーネット - ボレアム・ウッド - チェスターフィールド - ダゲナム&レッドブリッジ - イーストリー - ゲーツヘッド - ハリファクス・タウン - メイデンヘッド・ユナイテッド - オールダム・アスレティック - ソーリハル・ムーアズ - トーキー・ユナイテッド - レクサム - ウォキング - ヨーク・シティ | - AFCフィルド - バクストン - チェルムスフォード・シティ - チッペンハム・タウン - カーゾン・アッシュトン - エブスフリート・ユナイテッド - ファーンバラ - ヘレフォード - キングズ・リン・タウン - オックスフォード・シティ - トーントン・タウン - ウェイマス | 7部 - アルヴチャーチ - ブラックネル・タウン - コールビル・タウン - マーサー・タウン - ニーダム・マーケット - サウス・シールズ 8部 9部 10部 - 予選勝ち上がりクラブなし |

## 1回戦
組み合わせ抽選会は、2022年10月17日に行われた。このラウンドからは、リーグ1 (3部)の24クラブ、リーグ2 (4部)の24クラブと、予選を勝ち上がった32クラブが参加する。なお、勝ち残っているクラブで最も低いディビジョンのクラブは、7部に所属する6クラブである。
| プレミアリーグ (1部) | チャンピオンシップ (2部) | リーグ1 (3部) | リーグ2 (4部) | 予選 (5部以下) | 合計      |
| -------------------- | ------------------------ | ------------- | ------------- | -------------- | --------- |
| 20 / 20              | 24 / 24                  | 24 / 24       | 24 / 24       | 32 / 32        | 124 / 124 |

| チーム #1                        | スコア         | チーム #2                            | レポート |
| -------------------------------- | -------------- | ------------------------------------ | -------- |
| 2022年11月4日                    |                |                                      |          |
| シェフィールド・ウェンズデイ (3) | 2 - 0          | モアカム (3)                         | レポート |
| ヘレフォード (6)                 | 1 - 3          | ポーツマス (3)                       | レポート |
| 2022年11月5日                    |                |                                      |          |
| サウス・シールズ (7)             | 0 - 2          | フォレストグリーン・ローヴァーズ (3) | レポート |
| ブラッドフォード・シティ (4)     | 0 - 1          | ハローゲート・タウン (4)             | レポート |
| ボルトン・ワンダラーズ (3)       | 1 - 2          | バーンズリー (3)                     | レポート |
| ボレアム・ウッド (5)             | 3 - 1          | イーストリー (5)                     | レポート |
| メイデンヘッド・ユナイテッド (5) | 0 - 1          | ダゲナム&レッドブリッジ (5)          | レポート |
| クローリー・タウン (4)           | 1 - 4          | アクリントン・スタンリー (4)         | レポート |
| ソーリハル・ムーアズ (5)         | 2 - 2 (再試合) | ハートリプール・ユナイテッド (4)     | レポート |
| AFCフィルド (6)                  | 1 - 1 (再試合) | ジリンガム (4)                       | レポート |
| ピーターバラ・ユナイテッド (3)   | 0 - 0 (再試合) | サルフォード・シティ (4)             | レポート |
| サットン・ユナイテッド (4)       | 0 - 2          | ファーンバラ (6)                     | レポート |
| グリムズビー・タウン (4)         | 5 - 1          | プリマス・アーガイル (3)             | レポート |
| ミルトン・キーンズ・ドンズ (3)   | 6 - 0          | トーントン・タウン (6)               | レポート |
| エブスフリート・ユナイテッド (6) | 2 - 1          | ハリファクス・タウン (5)             | レポート |
| カーライル・ユナイテッド (4)     | 2 - 1          | トレンメア・ローヴァーズ (4)         | レポート |
| チッペンハム・タウン (6)         | 1 - 0          | リンカーン・シティ (3)               | レポート |
| シュルーズベリー・タウン (3)     | 2 - 1          | ヨーク・シティ (5)                   | レポート |
| バクストン (6)                   | 2 - 0          | マーサー・タウン (7)                 | レポート |
| チャールトン・アスレティック (3) | 4 - 1          | コールビル・タウン (7)               | レポート |
| ウェイマス (6)                   | 1 - 1 (再試合) | AFCウィンブルドン (4)                | レポート |
| ニューポート・カウンティ (4)     | 2 - 0          | コルチェスター・ユナイテッド (4)     | レポート |
| ストックポート・カウンティ (4)   | 4 - 0          | スウィンドン・タウン (4)             | レポート |
| ドンカスター・ローヴァーズ (4)   | 0 - 1          | キングズ・リン・タウン (6)           | レポート |
| ゲーツヘッド (5)                 | 2 - 3          | スティヴネイジ (4)                   | レポート |
| フリートウッド・タウン (3)       | 3 - 1          | オックスフォード・シティ (6)         | レポート |
| バートン・アルビオン (3)         | 2 - 0          | ニーダム・マーケット (7)             | レポート |
| ポート・ヴェイル (3)             | 2 - 3          | エクセター・シティ (3)               | レポート |
| ブリストル・ローヴァーズ (3)     | 1 - 0          | ロッチデール (4)                     | レポート |
| ウィコム・ワンダラーズ (3)       | 0 - 2          | ウォルソール (4)                     | レポート |
| クルー・アレクサンドラ (4)       | 1 - 0          | レイトン・オリエント (4)             | レポート |
| バーネット (5)                   | 1 - 1 (再試合) | チェルムスフォード・シティ (6)       | レポート |
| チェスターフィールド (5)         | 1 - 0          | ノーサンプトン・タウン (4)           | レポート |
| チェルトナム・タウン (3)         | 1 - 2          | アルヴチャーチ (7)                   | レポート |
| バロー (4)                       | 0 - 1          | マンスフィールド・タウン (4)         | レポート |
| 2022年11月6日                    |                |                                      |          |
| レクサム (5)                     | 3 - 0          | オールダム・アスレティック (5)       | レポート |
| カーゾン・アッシュトン (6)       | 0 - 0 (再試合) | ケンブリッジ・ユナイテッド (3)       | レポート |
| トーキー・ユナイテッド (5)       | 2 - 2 (再試合) | ダービー・カウンティ (3)             | レポート |
| 2022年11月8日                    |                |                                      |          |
| ブラックネル・タウン (7)         | 0 - 3          | イプスウィッチ・タウン (3)           | レポート |

### 再試合
| チーム #1                        | スコア          | チーム #2                          | レポート |
| -------------------------------- | --------------- | ---------------------------------- | -------- |
| 2022年11月14日                   |                 |                                    |          |
| チェルムスフォード・シティ (6)   | 0 - 1           | バーネット (5)                     | レポート |
| 2022年11月15日                   |                 |                                    |          |
| ケンブリッジ・ユナイテッド (3)   | 0 - 0 (4-2 (p)) | カーゾン・アッシュトン (6)         | レポート |
| ハートリプール・ユナイテッド (4) | 1 - 1 (4-3 (p)) | ソーリハル・ムーアズ (5)           | レポート |
| ジリンガム (4)                   | 1 - 0           | AFCフィルド (6)                    | レポート |
| AFCウィンブルドン (4)            | 3 - 1           | ウェイマス (6)                     | レポート |
| ダービー・カウンティ (3)         | 5 - 0           | トーキー・ユナイテッド (5)         | レポート |
| 2022年11月16日                   |                 |                                    |          |
| サルフォード・シティ (4)         | 0 - 3           | ピーターバラ・ユナイテッド (3)     | レポート |
| ウォキング (5)                   | 1 - 2           | オックスフォード・ユナイテッド (3) | レポート |

## 2回戦
組み合わせ抽選会は、2022年11月7日に行われた。なお、勝ち残っているクラブで最も低いディビジョンのクラブは、7部に所属するアルヴチャーチ (サザンフットボールリーグ・プレミアディヴィジョン)である。
| プレミアリーグ (1部) | チャンピオンシップ (2部) | リーグ1 (3部) | リーグ2 (4部) | 予選 (5部以下) | 合計     |
| -------------------- | ------------------------ | ------------- | ------------- | -------------- | -------- |
| 20 / 20              | 24 / 24                  | 16 / 24       | 12 / 24       | 12 / 32        | 84 / 124 |

| チーム #1                            | スコア         | チーム #2                      | レポート |
| ------------------------------------ | -------------- | ------------------------------ | -------- |
| 2022年11月26日                       |                |                                |          |
| キングズ・リン・タウン (6)           | 0 - 3          | スティヴネイジ (4)             | レポート |
| ケンブリッジ・ユナイテッド (3)       | 1 - 2          | グリムズビー・タウン (5)       | レポート |
| レクサム (5)                         | 4 - 1          | ファーンバラ (6)               | レポート |
| アクリントン・スタンリー (4)         | 1 - 0          | バーネット (5)                 | レポート |
| バーンズリー (3)                     | 3 - 0          | クルー・アレクサンドラ (4)     | レポート |
| フォレストグリーン・ローヴァーズ (3) | 2 - 1          | アルヴチャーチ (7)             | レポート |
| ポーツマス (3)                       | 3 - 2          | ミルトン・キーンズ・ドンズ (3) | レポート |
| シュルーズベリー・タウン (3)         | 3 - 1          | ピーターバラ・ユナイテッド (3) | レポート |
| ハートリプール・ユナイテッド (4)     | 3 - 1          | ハローゲート・タウン (4)       | レポート |
| チャールトン・アスレティック (3)     | 2 - 2 (再試合) | ストックポート・カウンティ (4) | レポート |
| ダゲナム&レッドブリッジ (5)          | 1 - 1 (再試合) | ジリンガム (4)                 | レポート |
| オックスフォード・ユナイテッド (3)   | 4 - 1          | エクセター・シティ (3)         | レポート |
| シェフィールド・ウェンズデイ (3)     | 2 - 1          | マンスフィールド・タウン (4)   | レポート |
| AFCウィンブルドン (4)                | 0 - 2          | チェスターフィールド (5)       | レポート |
| ウォルソール (4)                     | 2 - 1          | カーライル・ユナイテッド (4)   | レポート |
| 2022年11月27日                       |                |                                |          |
| エブスフリート・ユナイテッド (6)     | 0 - 1          | フリートウッド・タウン (3)     | レポート |
| ブリストル・ローヴァーズ (3)         | 0 - 2          | ボレアム・ウッド (5)           | レポート |
| バートン・アルビオン (3)             | 6 - 1          | チッペンハム・タウン (6)       | レポート |
| ニューポート・カウンティ (4)         | 1 - 2          | ダービー・カウンティ (3)       | レポート |
| イプスウィッチ・タウン (3)           | 4 - 0          | バクストン (6)                 | レポート |

### 再試合
| チーム #1                      | スコア | チーム #2                        | レポート |
| ------------------------------ | ------ | -------------------------------- | -------- |
| 2022年12月7日                  |        |                                  |          |
| ストックポート・カウンティ (4) | 3 - 1  | チャールトン・アスレティック (3) | レポート |
| 2022年12月8日                  |        |                                  |          |
| ジリンガム (4)                 | 3 - 2  | ダゲナム&レッドブリッジ (5)      | レポート |

## 3回戦
組み合わせ抽選会は、2022年11月28日に行われた。このラウンドから、プレミアリーグ (1部)の20クラブ、チャンピオンシップ (2部)の24クラブが参加する。なお、勝ち残っているクラブで最も低いディビジョンのクラブは、5部に所属するボレアム・ウッド、チェスターフィールド、レクサム (ナショナルリーグ)である。
| プレミアリーグ (1部) | チャンピオンシップ (2部) | リーグ1 (3部) | リーグ2 (4部) | 予選 (5部以下) | 合計     |
| -------------------- | ------------------------ | ------------- | ------------- | -------------- | -------- |
| 20 / 20              | 24 / 24                  | 11 / 24       | 6 / 24        | 3 / 32         | 64 / 124 |

| 2023年1月6日 | マンチェスター・ユナイテッド (1)                                                       | 3-1                                           | エヴァートン (1)      | マンチェスター                                                         |  |
| 20:00        | アントニー 4分 · コナー・コーディ 52分 (o.g.) · マーカス・ラッシュフォード 90+7分 (PK) | https://www.bbc.co.uk/sport/football/64182366 | コナー・コーディ 14分 | 競技場: オールド・トラッフォード 観客数: 72,306人 主審: Darren England |  |

| 2023年1月7日 | プレストン・ノース・エンド (2)                                             | 3-1      | ハダースフィールド・タウン (2) | プレストン                                                     |  |
| 12:30        | トム・リーズ 60分 (o.g.) · バンボ・ディアビー 73分 · アラン・ブラウン 85分 | レポート | フロリアン・カンベリ 57分      | 競技場: ディープデイル 観客数: 6,799人 主審: Anthony Backhouse |  |

| 2023年1月7日 | トッテナム・ホットスパー (1) | 1-0      | ポーツマス (3) | トッテナム, ロンドン                                                             |  |
| 12:30        | ハリー・ケイン 50分          | レポート |                | 競技場: トッテナム・ホットスパースタジアム 観客数: 60,161人 主審: Thomas Bramall |  |

| 2023年1月7日 | ジリンガム (4) | 0–1      | レスター・シティ (1)      | ジリンガム                                                                    |  |
| 12:30        |                | レポート | ケレチ・イヘアナチョ 56分 | 競技場: プリーストフィールド・スタジアム 観客数: 8,567人 主審: Samuel Barrott |  |

| 2023年1月17日 | フォレストグリーン・ローヴァーズ (3) | 1–2      | バーミンガム・シティ (2)                              | ナイルスワース                                                     |  |
| 19:45         | ベン・スティーブンソン 8分           | レポート | ルーカス・ユトキエヴィッツ 50分 · ケビン・ロング 65分 | 競技場: ニュー・ローン・スタジアム 観客数: 3,701 主審: Sam Allison |  |

| 2023年1月7日 | クリスタル・パレス (1)        | 1-2      | サウサンプトン (1)                                                  | ロンドン                                                      |  |
| 12:30        | オドソンヌ・エドゥアール 14分 | レポート | ジェームズ・ウォード＝プラウズ 37分 · アダム・アームストロング 68分 | 競技場: セルハースト・パーク 観客数: 20,320 主審: Darren Bond |  |

| 2023年1月7日 | レディング (2)                                      | 2-0      | ワトフォード (2) | レディング                                                                    |  |
| 12:30        | ケルビン・アブレパ 45+3分 · シェーン・ロング 90+3分 | レポート |                  | 競技場: セレクト・カー・レジング・スタジアム 観客数: 7,954 主審: Peter Bankes |  |

| 2023年1月7日 | ミドルズブラ (2)      | 1-5      | ブライトン&ホーヴ・アルビオン (1)                                                                                | ミドルズブラ                                                         |  |
| 15:00        | チュバ・アクポム 13分 | レポート | パスカル・グロス 8分 · アダム・ララーナ 29分 · アレクシス・マック・アリスター 58分, 80分 · デニズ・ウンダフ 88分 | 競技場: リヴァーサイド・スタジアム 観客数: 21,982 主審: Simon Hooper |  |

| 2023年1月7日 | チェスターフィールド (5)                         | 3-3      | ウェスト・ブロムウィッチ・アルビオン (2)                             | チェスターフィールド                                             |  |
| 15:00        | ウィリアムス 7分 · アルマンド・ドブラ 36分, 41分 | レポート | ブランドン・トーマス・アサンテ 2分, 90+3分 · カーラン・グラント 17分 | 競技場: テクニック・スタジアム 観客数: 9,819 主審: Rebecca Welch |  |

| 2023年1月17日 | ウェスト・ブロムウィッチ・アルビオン (2)                                                            | 4-0      | チェスターフィールド (5) | ウェスト・ブロムウィッチ                                 |  |
| 20:00         | ジョン・スウィフト 23分 · トム・ロギッチ 48分 · ジェイク・リバモア 54分 · ヨヴァン・マルコム 90+1分 | レポート |                          | 競技場: ザ・ホーソンズ 観客数: 12,638 主審: Tim Robinson |  |

| 2023年1月7日 | ボレアム・ウッド (5) | 1–1      | アクリントン・スタンリー (4) | ボレアム・ウッド       |  |
| 15:00        |                      | レポート |                              | 競技場: メドウ・パーク |  |

| 2023年1月24日 | アクリントン・スタンリー (4) | 1–0 (延長) | ボレアム・ウッド (5) | アクリントン             |  |
| 19:45         |                              | レポート   |                      | 競技場: ワム・スタジアム |  |

| 2023年1月7日 | ボーンマス (1) | 2-4 | バーンリー (2) | ボーンマス                         |  |
| 15:00        |                |     |                | 競技場: バイタリティー・スタジアム |  |

| 2023年1月7日 | フリートウッド・タウン (3) | v | クイーンズ・パーク・レンジャーズ (2) | フリートウッド                 |  |
| 15:00        |                            |   |                                      | 競技場: ハイベリー・スタジアム |  |

| 2023年1月7日 | ブラックプール (2) | v | ノッティンガム・フォレスト (1) | ブラックプール                     |  |
| 15:00        |                    |   |                                | 競技場: ブルームフィールド・ロード |  |

| 2023年1月7日 | ハル・シティ (2) | v | フラム (1) | キングストン・アポン・ハル |  |
| 15:00        |                  |   |            | 競技場: MKMスタジアム      |  |

| 2023年1月7日 | ミルウォール (2) | v | シェフィールド・ユナイテッド (2) | ミルウォール, ロンドン |  |
| 15:00        |                  |   |                                  | 競技場: ザ・デン       |  |

| 2023年1月7日 | シュルーズベリー・タウン (3) | v | サンダーランド (2) | シュルーズベリー                           |  |
| 15:00        |                              |   |                    | 競技場: モンゴメリー・ウォーターズ・メドー |  |

| 2023年1月7日 | イプスウィッチ・タウン (3) | v | ロザラム・ユナイテッド (2) | イプスウィッチ             |  |
| 15:00        |                            |   |                            | 競技場: ポートマン・ロード |  |

| 2023年1月7日 | ブレントフォード (1) | v | ウェストハム・ユナイテッド (1) | ブレントフォード, ロンドン                         |  |
| 17:30        |                      |   |                                | 競技場: ブレントフォード・コミュニティ・スタジアム |  |

| 2023年1月7日 | コヴェントリー・シティ (2) | v | レクサム (5) | コヴェントリー                                             |  |
| 17:30        |                            |   |              | 競技場: コヴェントリー・ビルディング・ソサエティ・アリーナ |  |

| 2023年1月7日 | ルートン・タウン (2) | v | ウィガン・アスレティック (2) | ルートン                     |  |
| 17:30        |                      |   |                              | 競技場: ケニルワース・ロード |  |

| 2023年1月7日 | グリムズビー・タウン (4) | v | バートン・アルビオン (3) | クリーソープス             |  |
| 17:30        |                          |   |                          | 競技場: ブランデル・パーク |  |

| 2023年1月7日 | シェフィールド・ウェンズデイ (3) | v | ニューカッスル・ユナイテッド (1) | シェフィールド                 |  |
| 18:00        |                                  |   |                                  | 競技場: ヒルズボロ・スタジアム |  |

| 2023年1月7日 | リヴァプール (1) | v | ウルヴァーハンプトン・ワンダラーズ (1) | リヴァプール           |  |
| 20:00        |                  |   |                                        | 競技場: アンフィールド |  |

| 2023年1月8日 | ダービー・カウンティ (3) | v | バーンズリー (3) | ダービー                             |  |
| 12:30        |                          |   |                  | 競技場: プライド・パーク・スタジアム |  |

| 2023年1月8日 | ブリストル・シティ (2) | v | スウォンジー・シティ (2) | ブリストル                             |  |
| 12:30        |                        |   |                          | 競技場: アシュトン・ゲート・スタジアム |  |

| 2023年1月8日 | ストックポート・カウンティ (4) | v | ウォルソール (4) | ストックポート             |  |
| 14:00        |                                |   |                  | 競技場: エッジリー・パーク |  |

| 2023年1月8日 | カーディフ・シティ (2) | v | リーズ・ユナイテッド (1) | カーディフ                             |  |
| 14:00        |                        |   |                          | 競技場: カーディフ・シティ・スタジアム |  |

| 2023年1月8日 | ノリッジ・シティ (2) | v | ブラックバーン・ローヴァーズ (2) | ノリッジ                 |  |
| 14:00        |                      |   |                                  | 競技場: キャロウ・ロード |  |

| 2023年1月8日 | ハートリプール・ユナイテッド (4) | v | ストーク・シティ (2) | ハートリプール               |  |
| 14:00        |                                  |   |                      | 競技場: ヴィクトリア・パーク |  |

| 2023年1月8日 | マンチェスター・シティ (1)                                                                      | 4-0      | チェルシー (1) | マンチェスター                                                   |  |
| 16:30        | リヤド・マフレズ 23分, 85分 (pen.) · フリアン・アルバレス 30分 (pen.) · フィル・フォーデン 38分 | レポート |                | 競技場: エティハド・スタジアム 観客数: 51,505 主審: Robert Jones |  |

| 2023年1月8日 | アストン・ヴィラ (1)    | 1-2      | スティヴネイジ (4)                                         | バーミンガム                                             |  |
| 16:30        | モルガン・サンソン 33分 | レポート | ジェイミー・リード 88分 (pen.) · ディーン・キャンベル 90分 | 競技場: ヴィラ・パーク 観客数: 32,343 主審: Graham Scott |  |

| 2023年1月9日 | オックスフォード・ユナイテッド (3) | 0-3      | アーセナル (1)                                              | オックスフォード                                              |  |
| 20:00        |                                    | レポート | モハメド・エルネニー 63分 · エディ・エンケティア 70分, 76分 | 競技場: カッサム・スタジアム 観客数: 11,538 主審: David Coote |  |